# Genzebe Dibaba
Genzebe Dibaba (n. 8 februarie 1991, Bekoji⁠(d), Statul Oromia, Etiopia) este o sportivă ce a reprezentat Etiopia, medaliată olimpică. A participat la 2 ediții ale Jocurilor Olimpice (2012, 2016) în care a câștigat o medalie de argint în proba de 1500 de metri. În 2015 a devenit campioană mondială. A stabilit recorduri mondiale la 1500 m și, în sală, la 1500 m, milă, 3000 m și 5000 m.

## Palmares
| An   | Competiție                             | Locație                    | Loc | Eveniment            | Note     |
| ---- | -------------------------------------- | -------------------------- | --- | -------------------- | -------- |
| 2007 | Campionatul Mondial de Cros de Juniori | Mombasa, Kenya             | 5   | 6 km                 | 21:23    |
| 2008 | Campionatul Mondial de Cros de Juniori | Edinburgh, Marea Britanie  | 1   | 6 km                 | 19:59    |
| 2008 | Campionatul Mondial de Juniori         | Bydgoszcz, Polonia         | 2   | 5000 m               | 16:16,75 |
| 2009 | Campionatul Mondial de Cros de Juniori | Amman, Iordan              | 1   | 6 km                 | 20:14    |
| 2009 | Campionatul Africii de Juniori         | Bambous, Mauritius         | 1   | 5000 m               | 16:11.85 |
| 2009 | Campionatul Mondial                    | Berlin, Germania           | 8   | 5000 m               | 15:11,12 |
| 2010 | Campionatul Mondial de Cros de Juniori | Bydgoszcz, Polonia         | 11  | 6 km                 | 19:21    |
| 2010 | Campionatul Mondial de Juniori         | Moncton, Canada            | 1   | 5000 m               | 15:08,06 |
| 2011 | Campionatul Mondial de Cros            | Punta Umbría, Spania       | 9   | 8 km                 | 25:36    |
| 2011 | Campionatul Mondial                    | Daegu, Coreea de Sud       | 8   | 5000 m               | 15:09,35 |
| 2012 | Campionatul Mondial în sală            | Istanbul, Turcia           | 1   | 1500 m               | 4:05,78  |
| 2012 | Jocurile Olimpice                      | Londra, Marea Britanie     | 22  | 1500 m               | 4:11,15  |
| 2013 | Campionatul Mondial                    | Moscova, Rusia             | 7   | 1500 m               | 4:05,99  |
| 2014 | Campionatul Mondial în sală            | Sopot, Polonia             | 1   | 3000 m               | 8:55,04  |
| 2014 | Campionatul Africii                    | Marrakech, Maroc           | 2   | 5000 m               | 15:42,16 |
| 2014 | Cupa Continentală                      | Marrakech, Maroc           | 1   | 3000 m               | 8:57,53  |
| 2015 | Campionatul Mondial                    | Beijing, China             | 1   | 1500 m               | 4:08,09  |
| 2015 | Campionatul Mondial                    | Beijing, China             | 3   | 5000 m               | 14:44,14 |
| 2016 | Campionatul Mondial în sală            | Portland, Statele Unite    | 1   | 3000 m               | 8:47,43  |
| 2016 | Jocurile Olimpice                      | Rio de Janeiro, Brazilia   | 2   | 1500 m               | 4:10,27  |
| 2017 | Campionatul Mondial de Cros            | Kampala, Uganda            | 2   | ștatefă mixtă (8 km) | 22:30    |
| 2017 | Campionatul Mondial                    | Londra, Marea Britanie     | 12  | 1500 m               | 4:06,72  |
| 2018 | Campionatul Mondial în sală            | Birmingham, Marea Britanie | 1   | 1500 m               | 4:05,27  |
| 2018 | Campionatul Mondial în sală            | Birmingham, Marea Britanie | 1   | 3000 m               | 8:45,05  |